# Cyrtandra ramosissima
Cyrtandra ramosissima är en tvåhjärtbladig växtart som först beskrevs av Rock (pro. sp..  Cyrtandra ramosissima ingår i släktet Cyrtandra och familjen Gesneriaceae. Inga underarter finns listade i Catalogue of Life.